# Chironomus pseudothummi
Chironomus pseudothummi är en tvåvingeart som beskrevs av Karl Strenzke 1959. Chironomus pseudothummi ingår i släktet Chironomus och familjen fjädermyggor. Arten är reproducerande i Sverige. Inga underarter finns listade i Catalogue of Life.